# Erythroneura vagabunda
Erythroneura vagabunda är en insektsart som beskrevs av Knull 1945. Erythroneura vagabunda ingår i släktet Erythroneura och familjen dvärgstritar. Inga underarter finns listade i Catalogue of Life.